# Causses-et-Veyran
Causses-et-Veyran – miejscowość i gmina we Francji, w regionie Oksytania, w departamencie Hérault.
Według danych na rok 1990 gminę zamieszkiwały 504 osoby, a gęstość zaludnienia wynosiła 29 osób/km² (wśród 1545 gmin Langwedocji-Roussillon Causses-et-Veyran plasuje się na 518. miejscu pod względem liczby ludności, natomiast pod względem powierzchni na miejscu 451.).